# Чорноярський район
Чорноя́рський райо́н — адміністративна одиниця Росії, Астраханська область. До складу району входить 10 сільських поселень.
| Росія | Це незавершена стаття з географії Росії. Ви можете допомогти проєкту, виправивши або дописавши її. |